# Dendrobium corydaliflorum
Dendrobium corydaliflorum är en orkidéart som beskrevs av Jeffrey James Wood. Dendrobium corydaliflorum ingår i släktet Dendrobium, och familjen orkidéer. Inga underarter finns listade i Catalogue of Life.